# Detheatermaker

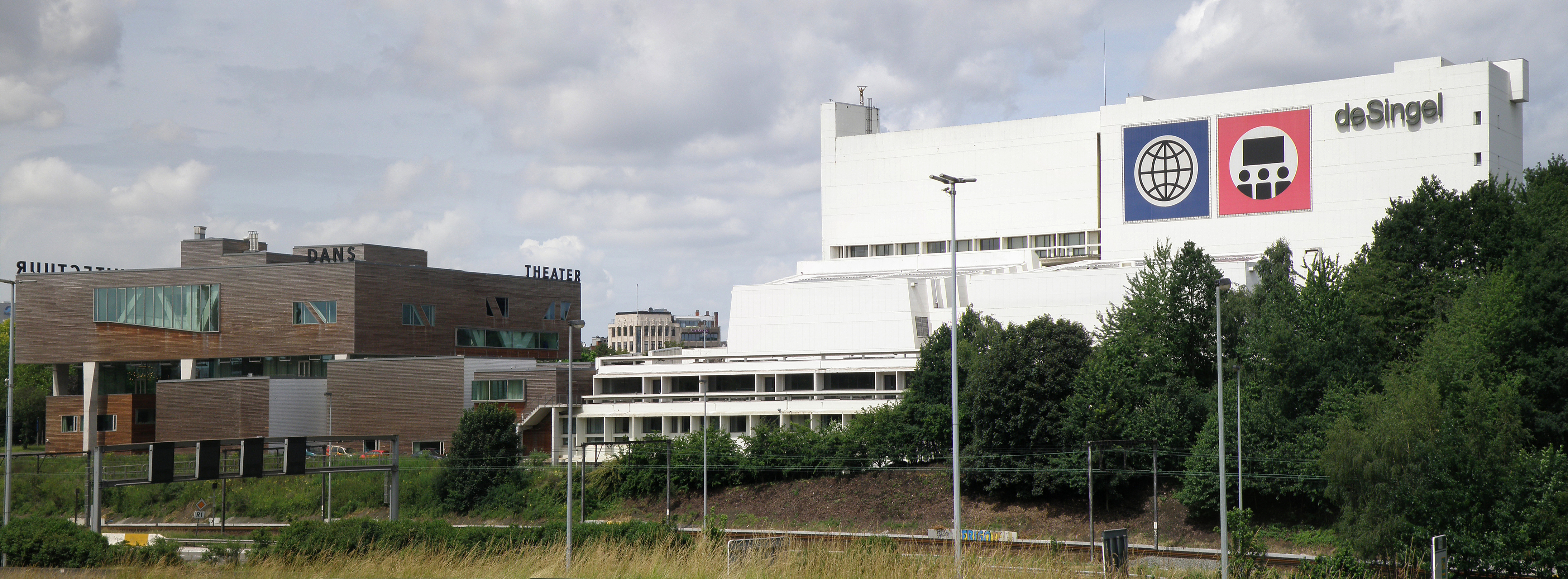
deSingel, thuisbasis van detheatermaker

Detheatermaker is een Belgische kunstenorganisatie die het ontwikkelingsproces van jonge podiumkunstenaars en/of theatercollectieven begeleidt. Deze organisatie beschikt niet over een eigen infrastructuur, maar heeft kunstencampus deSingel in Antwerpen als thuisbasis. Projecten worden gerealiseerd in nauwe samenwerking met deSingel, Troubleyn Laboratorium, CAMPO, Het Bos, Het Zuidelijk Toneel, Monty, De Pianofabriek, De Brakke Grond, De Grote Post, Theater Zuidpool en Antigone.
Detheatermaker werd opgericht in 2008, op verzoek van een aantal Antwerpse podiumorganisaties (Troubleyn, Monty, deSingel, Aisthesis en a.pass), omdat er behoefte was aan een werkplaats voor jong podiumtalent en om het gat tussen theateropleidingen en het professionele veld te dichten. Elsemieke Scholte werd aangesteld als artistiek coördinator. Over het belang van het verstrekken van financiële informatie zei Scholte: “Voor makers is het niet altijd evident om in het kader van hun werk over geld te spreken. Maar inzicht krijgen in kostenstructuren maakt deel uit van een professionele werking.”
De organisatie wordt ondersteund door de Vlaamse regering. In het Kunstendecreet 2017-2021 werd de werkingssubsidie verhoogd met 26%. In 2018 kreeg Elsemieke Scholte de Ultima cultuurprijs voor Podiumkunsten, uitgereikt door Sven Gatz, Vlaams minister van Cultuur, Jeugd, Media en Brussel.
In 2012 publiceerde detheatermaker het boek theatermakers, waarin 23 theatermakers geportretteerd worden, door zichzelf en het Antwerpse grafisch collectief Afreux. “Een pleidooi voor verbeelding en uniciteit”, volgens Etcetera magazine.
Detheatermaker realiseerde projecten met actrice Lotte Heijtenis (in 2008 voor de productie Jaz), acteur en regisseur Karel Tuytschaever, theatermaker Ilay den Boer (voor Bon Appetit, 2009-2010) en werkte in 2014 en 2015 samen met Circuit X, een vergelijkbare organisatie die opereert in Vlaanderen en Nederland. Daarnaast neemt detheatermaker deel aan Coalition of the Willing, een intervisietraject om fair practice-principes in de praktijk door te voeren, samen met Netwerk Aalst, BUDA Kunstencentrum in Kortrijk en De Beursschouwburg te Brussel.
Vanaf januari 2022 wordt de rol van artistiek coördinator waargenomen door Ruth Mariën.

## Voorstellingen (selectie)
Enkele (co)producties die tot stand kwamen met steun van detheatermaker:
- Knaus - Regie Alexia Leysen, met Valentijn Dhaenens (2019) - coproductie met Villanella en Vooruit.
- The Greatest Show on Earth - Louis Janssens en Timo Sterckx (2018-2019) - met vertoningen op Theater aan Zee - coproductie Theater Zuidpool en KASK.
- The Only Way - Boris Van Severen en Jonas Vermeulen (2017) - CAMPO Gent.
- Terminator Trilogie - FC Bergman, met o.a. Matteo Simoni, Marie Vinck, Stef Aerts, Bart Hollanders (2012)
- Bestsellers - Bookers & Hookers (2012) - coproductie met De Zomer van Antwerpen